# Viaducto César Gaviria Trujillo
Das Viaducto César Gaviria Trujillo ist eine Brücke über den Río Otun in Kolumbien, die die beiden Städte Pereira und Dosquebradas verbindet. Sie ist nach dem ehemaligen Präsidenten Kolumbiens César Gaviria Trujillo benannt, der aus Pereira stammt.

## Bedeutung für den Straßenverkehr
Die beiden Großstädte Pereira und Dosquebradas liegen einander gegenüber am Río Otun, der hier ein relativ tiefes Tal bildet. Bevor die Brücke errichtet wurde, führte die Straße zweispurig hinab ins Tal. Durch die vierspurige Brücke konnten die üblichen Staus vermieden werden und die Fahrtzeit verminderte sich um bis zu 40 Minuten, was auch dem Fernverkehr zwischen Cali und Manizales zugutekommt.

## Konstruktion und Bau
Das Viadukt ist eine Schrägseilbrücke mit zwei A-Plyonen. Die beiden Pfeiler sind 97 m bzw. 108 m hoch und haben einen Abstand von 211 m. Die 72 Tragseile sind im Fächersystem angeordnet. Die Fahrbahn liegt maximal 55 m über Grund. In jede Richtung führen zwei Fahrbahnen und ein Gehstreifen. Die Gesamtlänge beträgt 440 m. Die Brücke verfügt über computergesteuerte Sensoren, die langfristige Änderungen in der Brückengeometrie erkennen, so dass diese durch Änderung der Seilspannung ausgeglichen werden können.
Die Brücke wurde größtenteils durch ein Konsortium von Andrade Gutiérrez aus Brasilien und Walter Bau aus Deutschland durchgeführt. Die Schrägseile wurden von der französischen Firma Freyssinet International und der spanischen Trenzas y Cables de Acero errichtet. Zeitweise waren 550 Bauarbeiter gleichzeitig auf der Baustelle beschäftigt.

## Sicherheit
Aufgrund der Erdbebengefahr in Kolumbien wurde Wert auf eine große Stabilität der Konstruktion gelegt. Die Brücke soll Erdbeben bis zu einer Stärke von 8 auf der Richterskala standhalten. Die erste Bewährungsprobe überstand das Viadukt am 25. Januar 1999, als ein starkes Beben die Gegend erschütterte und über 1000 Todesopfer forderte, die Brücke aber standhielt.
Über die Zahl der tödlichen Unfälle während der Bauarbeiten gibt es widersprüchliche Angaben. Bei seiner Einweihungsrede nannte Präsident Ernesto Samper Namen von sechs verunglückten Arbeitern, Zeitungsberichte sprachen von sieben oder zwölf. Zudem stürzten sich in den ersten Jahren nach der Eröffnung Dutzende von Selbstmördern von der Brücke, bis die Stadt eine Schutzwand an den Seiten errichten ließ.